# William Sharp
Pour les articles homonymes, voir Sharp.
William Sharp (né le 12 septembre 1855 à Paisley et mort le 12 décembre 1905 au château Maniace, à Syracuse, en Sicile) est un écrivain  écossais. À partir de 1893, il écrivit aussi sous le nom de Fiona MacLeod, un pseudonyme gardé presque secret durant sa vie. Il édita aussi la poésie d'Ossian, Walter Scott, Matthew Arnold, Algernon Swinburne et Eugene Lee-Hamilton.

## Biographie
William Sharp naît à Paisley et suit des cours à l'académie de Glasgow et à l'Université de Glasgow, sans y obtenir de diplôme. En 1872, il contracte la typhoïde. En 1874-1875, il travaille dans un cabinet d'avocat à Glasgow. Sa santé décline en 1876 et il est envoyé en voyage en Australie. En 1878, il prend un emploi dans une banque à Londres.
Il est présenté à Dante Gabriel Rossetti par Sir Noel Paton et rejoint le groupe littéraire de Rossetti qui comprend Hall Caine, Philip Bourke Marston et Swinburne. Il épouse sa cousine Elizabeth en 1884 et se consacre à l'écriture à temps plein à partir de 1891 tout en voyageant beaucoup. 
Pendant ce temps, il développe une relation avec Edith Wingate Rinder, un autre écrivain du cercle celtique d'Édimbourg. C'est à Rinder ("EWR") qu'il attribue par la suite l'inspiration d'écrire sous le nom de Fiona MacLeod et à qui il dédie son premier roman signé MacLeod  ("Pharais") en 1894. Sharp a une relation complexe avec W. B. Yeats pendant les années 1890.
Quand "Fiona MacLeod" devait écrire à quelqu'un qui ignorait la double identité, Sharp dictait le texte à sa femme, dont l'écriture pouvait passer pour celle de Fiona. 
Il est mort et a été enterré au château Maniace (Sicile). En 1910, Elizabeth Sharp publie une biographie et une édition complète de ses œuvres.

## Œuvres
- Dante Gabriel Rossetti: A Record and Study (1882)
- The Human Inheritance, The New Hope, Motherhood and Other Poems (1882)
- Sopistra and Other Poems (1884)
- Earth's Voices (1884), poèmes
- Sonnets of this century (1886), éditeur
- Sea-Music: An Anthology of Poems (1887)
- Life of Percy Bysshe Shelley (1887)
- Romantic Ballads and Poems of Phantasy (1888)
- Sport of chance (1888), roman
- Life of Heinrich Heine (1888)
- American Sonnets (1889)
- Life of Robert Browning (1889)
- The Children of Tomorrow (1889)
- Sospiri di Roma (1891), poèmes
- Life of Joseph Severn (1892)
- A Fellowe and his Wife (1892)
- Flower o' the Vine (1892)
- Pagan Review (1892)
- Vistas (1894)
- Pharais (1894), roman sous le nom Fiona MacLeod
- The Gipsy Christ and Other Tales (1895)
- Mountain Lovers (1895), roman sous le nom Fiona MacLeod
- The Laughter of Peterkin (1895), roman sous le nom Fiona MacLeod
- The Sin-Eater and Other Tales (1895), sous le nom Fiona MacLeod
- Ecce puella and Other Prose Imaginings (1896)
- The Washer of the Ford (1896), roman sous le nom Fiona MacLeod
- Fair Women in Painting and Poetry (1896)
- Lyra Celtica: An Anthology of Representative Celtic Poetry, Sundown Shores (1900), sous le nom Fiona MacLeod
- The Divine Adventure (1900), sous le nom Fiona MacLeod
- Iona (1900), sous le nom Fiona MacLeod
- From the Hills of Dream, Threnodies Songs and Later Poems (1901), sous le nom Fiona MacLeod
- The Progress of Art in the Nineteenth century (1902)
- The House of Usna (1903), pièce sous le nom Fiona MacLeod
- Literary Geography (1904)
- The Winged Destiny: Studies in the Spiritual History of the Gael (1904), sous le nom Fiona MacLeod
- The Immortal Hour (1908), pièce sous le nom Fiona MacLeod

### Traductions françaises
- La maison d'Usna, traduction de Godeleine Carpentier et Mary Wood aux Éditions Artus (1990)
- Le chant de l'épée et autres contes barbares, traduction de Frédéric Collemare aux Éditions Terre de Brume (2012) 175p.  (ISBN 978-2-84362-473-5)
- Histoires de fantômes écossais, traduction de Frédéric Collemare aux Éditions Terre de Brume (2013) 155p  (ISBN 978-2-84362-498-8)
- La neuvième vague et autres romances tragiques, traduction de Frédéric Collemare aux Éditions Terre de Brume (2015) 192p  (ISBN 978-2-84362-540-4)